# Pseudoabsidia arnoldii
Pseudoabsidia arnoldii es una especie de coleóptero de la familia Cantharidae.

## Distribución geográfica
Habita en Rusia.